# 이유부기
이유부기(理由附記,독일어 Begründung des Verwaltungsakts)란 행정청이 행정처분을 하면서 당해 처분의 사실적 법적 이유를 구체적으로 명시하도록 하는 것을 말한다. 이유부기는 행정청이 신중하게 결정을 내리게 하는 자기통제의 기능을 가지고 있다. 이유부기의 대상은 부담적 행정행위에 한정되지 않으며 수익적 행정행위 및 복효적 행정행위 등을 포함한다.

## 관련조문
행정절차법 제23조(처분의 이유제시) 

①행정청은 처분을 하는 때에는 다음 각호의 1에 해당하는 경우를 제외하고는 당사자에게 그 근거와 이유를 제시하여야 한다. 

1. 신청내용을 모두 그대로 인정하는 처분인 경우
2. 단순․반복적인 처분 또는 경미한 처분으로서 당사자가 그 이유를 명백히 알 수 있는 경우
3. 긴급을 요하는 경우
②행정청은 제1항제2호 및 제3호의 경우에 처분후 당사자가 요청하는 경우에는 그 근거와 이유를 제시하여야 한다. 

이유부기의 대상, 방식, 시기
행정절차법 제23조에서 규정한 예외사유에 해당하지 않는 한 모든 처분에 이유부기를 하여야 하며, 그 방식은 처분방식인 문서로 하여야 하고, 처분시에 이유부기를 하여야 한다.

## 판례
면허의 취소처분에는 그 근거가 되는 법령이나 취소권 유보의 부관 등을 명시하여야 함은 물론 처분을 받은 자가 어떠한 위반사실에 대하여 당해 처분이 있었는지를 알 수 있을 정도로 사실을 적시할 것을 요하며, 이와 같은 취소처분의 근거와 위반사실의 적시를 빠뜨린 하자는 피처분자가 처분 당시 그 취지를 알고 있었다거나 그 후 알게 되었다 하여도 치유될 수 없다고 할 것인바, 세무서장인 피고가 주류도매업자인 원고에 대하여 한 이 사건 일반주류도매업면허취소통지에 '상기 주류도매장은 무면허 주류 판매업자에게 주류를 판매하여 주세법 제11조 및 국세법사무처리규정 제26조에 의거 지정조건위반으로 주류판매면허를 취소합니다'라고만 되어 있어서 원고의 영업기간과 거래상대방 등에 비추어 원고가 어떠한 거래행위로 인하여 이 사건 처분을 받았는지 알 수 없게 되어 있다면 이 사건 면허취소처분은 위법하다.

계약직공무원 채용계약해지의 의사표시는 일반공무원에 대한 징계처분과는 달라서 항고소송의 대상이 되는 처분 등의 성격을 가진 것으로 인정되지 아니하고, 일정한 사유가 있을 때에 국가 또는 지방자치단체가 채용계약 관계의 한쪽 당사자로서 대등한 지위에서 행하는 의사표시로 취급되는 것으로 이해되므로, 이를 징계해고 등에서와 같이 그 징계사유에 한하여 효력 유무를 판단하여야 하거나 행정처분과 같이 행정절차법에 의하여 근거와 이유를 제시하여야 하는 것은 아니다.

## 이유부기의 대상, 방식, 시기
행정절차법 제23조에서 규정한 예외사유에 해당하지 않는 한 모든 처분에 이유부기를 하여야 하며, 그 방식은 처분방식인 문서로 하여야 하고, 처분시에 이유부기를 하여야 한다.

## 이유제시의 정도
재량행위에 있어서 재량고려사항을 반드시 이유부기하여야 하는 것인가에 대해 판례는 침익적 처분의 재량고려사항은 이유제시의 대상이 아니나 거부처분시 재량고려사항은 이유부기의 대상이라고 판시하였다.

## 이유부기를 결한 하자
행정청이 처분이유를 제시해야 함에도 전혀 혹은 충분하지 않게 제시하지 않는 경우를 뜻하며 통설과 판례는 이유부기의 하자를 포함한 절차하자의 독자적 위법사유를 인정한다.

### 하자의 치유가능성
판례는 원칙적으로 하자의 치유를 인정하지 않으나 예외적으로 당사자의 권리구제에 영향을 주지 않는 한도내에서 인정하고 있다.

## 참고 문헌
- 김철용, 행정법 2(김철용)(제5판), 박영사. (ISBN 9788910513230)

## 같이 보기
- 행정절차법